# 紅紋螺科
紅紋螺科（學名：Bullinidae），又名豔捻螺科，是捻螺總科之下的一個細小海螺的分類單元，屬於海洋腹足綱軟體動物，原是異鰓類下異鰓類支序的成員；但2017年《布歇特等人的腹足類分類》認為本科是船尾螺科（Aplustridae Gray, 1847）的異名，而捻螺總科亦從過往的下異鰓類改屬新建立的捻螺形群（Subterclass Acteonimorpha）的成員。
本科學名原來的拼法是「Bullinadae」，於1972由William B. Rudman從捻螺科分出來成為獨立一個科。

## 型態描述
本科物種都有大的殼口，而且有圓的外殼唇。

## 生態

### 棲息地
本科物種都棲息於熱帶到亞熱帶海域的潮間帶到潮下帶。

### 習性
本科物種的外套膜可完全收到螺殼裡去，但螺厣卻太小，以至無法完全覆蓋殼口。當螺將外套膜縮回螺殼時，牠們會將吃過的食物反芻 (腹足綱)。
Further treatment under 捻螺總科及頭楯目.

## 分類
截至2018年4月3日，豔捻螺科一直都是捻螺總科之下的一個科；但WoRMS其後認為本科是船尾螺科（Aplustridae Gray, 1847）的異名。

### 屬
本科原來包括下列兩個屬：
- 紅紋螺屬 Bullina Férussac, 1822：又名艷捻螺屬，有15個物種。
- Rictaxiella Habe, 1958：有3個物種。
- Espinosina Ortea & Moro, 2017[6][7]：只有一個物種，是本科的第三個屬，然後就整個科被合併進船底螺科去。

## 外部連結
- 維基物種上的相關：紅紋螺科